# 1561 en philosophie
Chronologie de la philosophie
- 1557
- 1558
- 1559
- 1560
- 1561
- 1562
- 1563
- 1564
- 1565

L’année 1561 a été marquée, en philosophie, par les événements suivants :

## Publications
- Jules César Scaliger : Poetices libri VII, Lyon, 1561, ouvrage plein d'érudition, où il traite de l'origine et du but de la poésie et passe en revue les poètes les plus célèbres. Les titres des livres sont les suivants : I HISTORICVS - II HYLE - III IDEA - IIII PARASCEVE - V CRITICVS - VI HYPERCRITICVS - VII EPINOMIS;

- Pierre de La Place : Traité De la vocation et manière de vivre à laquelle chacun est appelé, Paris, 1561 et 1574.

## Naissances
- 22 janvier à Londres : Francis Bacon, mort à Highgate près de Londres en 1626, baron de Verulam, vicomte de St Albans, Chancelier d’Angleterre, est un scientifique, un philosophe et un homme d'État anglais. Francis Bacon développe dans son œuvre le De dignitate et augmentis scientiarum[1] une théorie empiriste de la connaissance[2], et il précise les règles de la méthode expérimentale dans le Novum Organum, ce qui fait de lui l’un des pionniers de la pensée scientifique moderne.